# Pusztaföldvár
Pusztaföldvár is een plaats (község) en gemeente in het Hongaarse comitaat Békés. Pusztaföldvár telt 1928 inwoners (2002).